# Who’s Last
Who’s Last — второй концертный альбом британской группы The Who, записанный в 1982 году во время «прощального тура» группы. Большая часть альбома была записана 14 декабря в Richfield Coliseum в Кливленде, Огайо, который был их «последним концертом в США».

## Список композиций
Слова и музыка всех песен — Пит Таунсенд, если не указано иначе..
| №  | Название           | Длительность |
| -- | ------------------ | ------------ |
| 1. | «My Generation»    | 3:23         |
| 2. | «I Can't Explain»  | 2:35         |
| 3. | «Substitute»       | 2:57         |
| 4. | «Behind Blue Eyes» | 3:40         |
| 5. | «Baba O'Riley»     | 5:37         |

| №  | Название                          | Длительность |
| -- | --------------------------------- | ------------ |
| 6. | «Boris the Spider» (Джон Энтвисл) | 2:41         |
| 7. | «Who Are You»                     | 6:35         |
| 8. | «Pinball Wizard»                  | 2:52         |
| 9. | «See Me, Feel Me»                 | 4:41         |

| №   | Название                 | Длительность |
| --- | ------------------------ | ------------ |
| 10. | «Love, Reign o'er Me»    | 5:13         |
| 11. | «Long Live Rock»         | 3:34         |
| 12. | «Reprise»                | 1:38         |
| 13. | «Won't Get Fooled Again» | 11:21        |

| №   | Название                                          | Длительность |
| --- | ------------------------------------------------- | ------------ |
| 14. | «Doctor Jimmy»                                    | 4:56         |
| 15. | «Magic Bus»                                       | 6:54         |
| 16. | «Summertime Blues» (Эдди Кокран, Джерри Кэпехарт) | 3:07         |
| 17. | «Twist and Shout» (Фил Медли, Берт Рассел)        | 3:59         |

## Участники записи
The Who
- Роджер Долтри — вокал, акустическая гитара, губная гармоника
- Джон Энтвисл — бас-гитара, вокал
- Кенни Джонс — ударные
- Пит Таунсенд — гитара, вокал

Дополнительные музыканты
- Тим Горман — фортепиано, клавишные, синтезатор